# Čini oboroženih sil SFRJ
Čini oboroženih sil SFRJ med letoma 1941 in 1991.

## Primerjalne tabele
| Leto              | Čini med 1941 - 1946      | Čini med 1941 - 1946      | Čini med 1941 - 1946  | Slovenska vojska           | Slovenska vojska        |
| Stopnja           | Kopenska vojska           | Vojno letalstvo           | Vojna mornarica       | Kop. vojska Voj. letalstvo | Vojna mornarica         |
| Generali/Admirali | Maršal Jugoslavije        | ne obstaja                | ne obstaja            | ne obstaja                 | ne obstaja              |
| Generali/Admirali | General-pukovnik          | General-pukovnik          | Admiral               | General                    | Admiral                 |
| Generali/Admirali | General-podpukovnik       | General-podpukovnik       | Vice Admiral          | Generalpodpolkovnik        | Viceadmiral             |
| Generali/Admirali | General-major             | General-major             | Kontraadmiral         | Generalmajor               | Kontraadmiral           |
| Častniki          | ne obstaja                | ne obstaja                | ne obstaja            | Brigadir                   | Kapitan                 |
| Častniki          | Pukovnik                  | Pukovnik                  | Kapetan bojnog broda  | Polkovnik                  | Kapitan bojne ladje     |
| Častniki          | Potpukovnik               | Potpukovnik               | Kapetan fregate       | Podpolkovnik               | Kapitan fregate         |
| Častniki          | Major                     | Major                     | Kapetan korvete       | Major                      | Kapitan korvete         |
| Častniki          | Kapetan                   | Kapetan                   | Poročnik bojnog broda | Stotnik                    | Poročnik bojne ladje    |
| Častniki          | Poručnik                  | Poručnik                  | Poručnik fregate      | Nadporočnik                | Poročnik fregate        |
| Častniki          | Potporučnik               | Potporučnik               | Poručnik korvete      | Poročnik                   | Poročnik korvete        |
| Častniki          | Zastavnik                 | Zastavnik                 | Potporučnik           | ne obstaja                 | ne obstaja              |
| Podčastniki       |                           |                           |                       | Višji štabni praproščak    | Višji štabni praproščak |
| Podčastniki       |                           | Štabni praporščak         | Štabni praporščak     |                            |                         |
| Podčastniki       | Stariji vodnik prve klase | Stariji vodnik prve klase | Zastavnik             | Višji praporščak           | Višji praporščak        |
| Podčastniki       | Stariji vodnik            | Stariji vodnik            | Stariji vodnik        | Praporščak                 | Praporščak              |
| Podčastniki       | Stariji vodnik            | Stariji vodnik            | Stariji vodnik        | Višji štabni vodnik        | Višji štabni vodnik     |
| Podčastniki       | Stariji vodnik            | Stariji vodnik            | Stariji vodnik        | Štabni vodnik              | Štabni vodnik           |
| Podčastniki       | Vodnik prve klase         | Vodnik prve klase         | Vodnik prve klase     | Višji vodnik               | Višji vodnik            |
| Podčastniki       | Vodnik                    | Vodnik                    | Vodnik                | Vodnik                     | Vodnik                  |
| Podčastniki       | Mladji vodnik             | Mladji vodnik             | Mladji vodnik         | Vodnik                     | Vodnik                  |
| Vojaki            | ne obstaja                | ne obstaja                | ne obstaja            | Naddesetnik                | Naddesetnik             |
| Vojaki            | Desetar                   | Desetar                   | Desetar               | Desetnik                   | Desetnik                |
| Vojaki            | Razvodnik                 | Razvodnik                 | ne obstaja            | Poddesetnik                | Poddesetnik             |
| ----------------- | ------------------------- | ------------------------- | --------------------- | -------------------------- | ----------------------- |

| Leto              | Čini med 1946 - 1963                 | Čini med 1946 - 1963      | Čini med 1946 - 1963      | Slovenska vojska           | Slovenska vojska        |
| Stopnja           | Kopenska vojska                      | Vojno letalstvo           | Vojna mornarica           | Kop. vojska Voj. letalstvo | Vojna mornarica         |
| Generali/Admirali | Maršal Jugoslavije                   | ne obstaja                | ne obstaja                | ne obstaja                 | ne obstaja              |
| Generali/Admirali | General Jugoslovanske narodne armije | ne obstaja                | ne obstaja                | ne obstaja                 | ne obstaja              |
| Generali/Admirali | General armije                       | General armije            | Admiral flote             | ne obstaja                 | ne obstaja              |
| Generali/Admirali | General-pukovnik                     | General-pukovnik          | Admiral                   | General                    | Admiral                 |
| Generali/Admirali | General-potpukovnik                  | General-potpukovnik       | Vice admiral              | Generalpodpolkovnik        | Viceadmiral             |
| Generali/Admirali | General-major                        | General-major             | Kontraadmiral             | Generalmajor               | Kontraadmiral           |
| Častniki          | ne obstaja                           | ne obstaja                | ne obstaja                | Brigadir                   | Kapitan                 |
| Častniki          | Pukovnik                             | Pukovnik                  | Kapetan bojnog broda      | Polkovnik                  | Kapitan bojne ladje     |
| Častniki          | Potpukovnik                          | Potpukovnik               | Kapetan fregate           | Podpolkovnik               | Kapitan fregate         |
| Častniki          | Major                                | Major                     | Kapetan korvete           | Major                      | Kapitan korvete         |
| Častniki          | Kapetan prve klase                   | Kapetan prve klase        | Poručnik bojnog broda     | Stotnik                    | Poročnik bojne ladje    |
| Častniki          | Kapetan                              | Kapetan                   | Poručnik fregate          | Nadporočnik                | Poročnik fregate        |
| Častniki          | Poručnik                             | Poručnik                  | Poručnik korvete          | Poročnik                   | Poročnik korvete        |
| Častniki          | Potporučnik                          | Potporučnik               | Potporučnik               | ne obstaja                 | ne obstaja              |
| Podčastniki       | /                                    | /                         | /                         | Višji štabni praporščak    | Višji štabni praporščak |
| Podčastniki       | /                                    | /                         | /                         | Štabni praporščak          | Štabni praporščak       |
| Podčastniki       | Zastavnik prve klase                 | Zastavnik prve klase      | Zastavnik prve klase      | Višji praporščak           | Višji praporščak        |
| Podčastniki       | Zastavnik                            | Zastavnik                 | Zastavnik                 | Praporščak                 | Praporščak              |
| Podčastniki       | Stariji vodnik prve klase            | Stariji vodnik prve klase | Stariji vodnik prve klase | Višji štabni vodnik        | Višji štabni vodnik     |
| Podčastniki       | Stariji vodnik                       | Stariji vodnik            | Stariji vodnik            | Štabni vodnik              | Štabni vodnik           |
| Podčastniki       | Vodnik prve klase                    | Vodnik prve klase         | Vodnik prve klase         | Višji vodnik               | Višji vodnik            |
| Podčastniki       | Vodnik                               | Vodnik                    | Vodnik                    | Vodnik                     | Vodnik                  |
| Vojaki            | Mladji vodnik                        | Mladji vodnik             | Mladji vodnik             | Naddesetnik                | Naddesetnik             |
| Vojaki            | Desetar                              | Desetar                   | Desetar                   | Desetnik                   | Desetnik                |
| Vojaki            | Razvodnik                            | Razvodnik                 | Razvodnik                 | Poddesetnik                | Poddesetnik             |
| ----------------- | ------------------------------------ | ------------------------- | ------------------------- | -------------------------- | ----------------------- |

| Leto              | Čini med 1963 - 1991      | Čini med 1963 - 1991      | Čini med 1963 - 1991      | Slovenska vojska           | Slovenska vojska        |
| Stopnja           | Kopenska vojska           | Vojno letalstvo           | Vojna mornarica           | Kop. vojska Voj. letalstvo | Vojna mornarica         |
| Generali/Admirali | General armije            | General armije            | Admiral flote             | ne obstaja                 | ne obstaja              |
| Generali/Admirali | General-pukovnik          | General-pukovnik          | Admiral                   | General                    | Admiral                 |
| Generali/Admirali | General-potpukovnik       | General-potpukovnik       | Vice admiral              | Generalpodpolkovnik        | Viceadmiral             |
| Generali/Admirali | General-major             | General-major             | Kontraadmiral             | Generalmajor               | Kontraadmiral           |
| Častniki          | ne obstaja                | ne obstaja                | ne obstaja                | Brigadir                   | Kapitan                 |
| Častniki          | Pukovnik                  | Pukovnik                  | Kapetan bojnog broda      | Polkovnik                  | Kapitan bojne ladje     |
| Častniki          | Potpukovnik               | Potpukovnik               | Kapetan fregate           | Podpolkovnik               | Kapitan fregate         |
| Častniki          | Major                     | Major                     | Kapetan korvete           | Major                      | Kapitan korvete         |
| Častniki          | Kapetan prve klase        | Kapetan prve klase        | Poručnik bojnog broda     | Stotnik                    | Poročnik bojne ladje    |
| Častniki          | Kapetan                   | Kapetan                   | Poručnik fregate          | Nadporočnik                | Poročnik fregate        |
| Častniki          | Poručnik                  | Poručnik                  | Poručnik korvete          | Poročnik                   | Poročnik korvete        |
| Častniki          | Potporučnik               | Potporučnik               | Potporučnik               | ne obstaja                 | ne obstaja              |
| Podčastniki       | /                         | /                         | /                         | Višji štabni praporščak    | Višji štabni praporščak |
| Podčastniki       | /                         | /                         | /                         | Štabni praporščak          | Štabni praporščak       |
| Podčastniki       | Zastavnik prve klase      | Zastavnik prve klase      | Zastavnik prve klase      | Višji praporščak           | Višji praporščak        |
| Podčastniki       | Zastavnik                 | Zastavnik                 | Zastavnik                 | Praporščak                 | Praporščak              |
| Podčastniki       | Stariji vodnik prve klase | Stariji vodnik prve klase | Stariji vodnik prve klase | Višji štabni vodnik        | Višji štabni vodnik     |
| Podčastniki       | Stariji vodnik            | Stariji vodnik            | Stariji vodnik            | Štabni vodnik              | Štabni vodnik           |
| Podčastniki       | Vodnik prve klase         | Vodnik prve klase         | Vodnik prve klase         | Višji vodnik               | Višji vodnik            |
| Podčastniki       | Vodnik                    | Vodnik                    | Vodnik                    | Vodnik                     | Vodnik                  |
| Vojaki            | Mladji vodnik             | Mladji vodnik             | Mladji vodnik             | Naddesetnik                | Naddesetnik             |
| Vojaki            | Desetar                   | Desetar                   | Desetar                   | Desetnik                   | Desetnik                |
| Vojaki            | Razvodnik                 | Razvodnik                 | Razvodnik                 | Poddesetnik                | Poddesetnik             |
| ----------------- | ------------------------- | ------------------------- | ------------------------- | -------------------------- | ----------------------- |